# Nederlandsch Kruidkundig Archief
Nederlandsch Kruidkundig Archief (abreviado Ned. Kruidk. Arch.) fue una revista con ilustraciones y descripciones botánicas que fue editada en varias series desde 1846 hasta 1951 con el nombre de Nederlandsch Kruidkundig Archief. Verslagen en Mededelingen der Nederlandsche Botanische Vereeniging.

## Publicaciones
- Serie n.º 1, Vols. 1-5, 1846-70;
- Serie n.º 2, vols. 106, 1871-95;
- Serie n.º 3, vols. 1-2, 1896-1900/04; 1905-32;
- Serie n.º 4, vols. 43-58, 1933-51